# The Uplift Mofo Party Plan
The Uplift Mofo Party Plan — третій студійний альбом Red Hot Chili Peppers, випущений 1987 р. на лейблі EMI America. На цьому альбомі група вперше і востаннє записалася в оригінальному складі 1983 року: Ентоні Кідіс, Флі, Гілель Словак і Джек Айронз. Після виходу цієї платівки Гілель Словак помер від передозування героїну 25 червня 1988 р., внаслідок чого гурт залишив Джек Айронз. Це був також перший альбом Red Hot Chili Peppers, який потрапив до хіт-параду Billboard Hot 200, посівши 148-е місце; відтоді диск отримав статус «Золотого».
Пісня «Fight Like A Brave» була використана в комп’ютерній грі 2001 р. «Tony Hawk's Pro Skater 3».

## Список композицій
Автор музики і слів Anthony Kiedis, Flea, Hillel Slovak, Jack Irons, окрім позначених. 
| The Uplift Mofo Party Plan | The Uplift Mofo Party Plan                                                                         | The Uplift Mofo Party Plan                    | The Uplift Mofo Party Plan |
| #                          | Назва                                                                                              | Автор                                         | Тривалість                 |
| -------------------------- | -------------------------------------------------------------------------------------------------- | --------------------------------------------- | -------------------------- |
| 1.                         | «Fight Like a Brave»                                                                               |                                               | 3:53                       |
| 2.                         | «Funky Crime»                                                                                      |                                               | 3:00                       |
| 3.                         | «Me and My Friends»                                                                                |                                               | 3:09                       |
| 4.                         | «Backwoods»                                                                                        |                                               | 3:08                       |
| 5.                         | «Skinny Sweaty Man»                                                                                |                                               | 1:16                       |
| 6.                         | «Behind the Sun»                                                                                   | Kiedis, Flea, Slovak, Irons, Michael Beinhorn | 4:40                       |
| 7.                         | «Subterranean Homesick Blues»                                                                      | Bob Dylan                                     | 2:34                       |
| 8.                         | «Party on Your Pussy» (Title censored on original release listing as "Special Secret Song Inside") |                                               | 3:16                       |
| 9.                         | «No Chump Love Sucker»                                                                             |                                               | 2:42                       |
| 10.                        | «Walkin' on Down the Road»                                                                         | Kiedis, Flea, Cliff Martinez, Slovak          | 3:49                       |
| 11.                        | «Love Trilogy»                                                                                     |                                               | 2:42                       |
| 12.                        | «Organic Anti-Beat Box Band»                                                                       |                                               | 4:10                       |
| 38:19                      | |                                               |                            |

| Bonus tracks on 2003 remastered CD version | Bonus tracks on 2003 remastered CD version | Bonus tracks on 2003 remastered CD version |
| #                                          | Назва                                      | Тривалість                                 |
| ------------------------------------------ | ------------------------------------------ | ------------------------------------------ |
| 13.                                        | «Behind the Sun» (instrumental demo)       | 2:54                                       |
| 14.                                        | «Me and My Friends» (instrumental demo)    | 2:06                                       |
| 5:00                                       |                                            |                                            |

## Учасники запису
- Ентоні Кідіс — вокал
- Гілель Словак  гітара, вокодер, бек-вокал, ситар
- Флі — бас, бек-вокал
- Джек Айронз — барабани
- Майкл Байнгорн, Норвуд Фішер, Девід Кенолі, Анджело Мур, Енні Ньюмен — бек-вокал
- Дін Маркелі, Вік Фірт — барабани